# Ferrante I Gonzaga
Ferrante I Gonzaga, detto anche Ferrando, conte di Guastalla e principe di Molfetta (Mantova, 28 gennaio 1507 – Bruxelles, 15 novembre 1557), è stato un nobile e condottiero italiano, uomo di fiducia dell'imperatore Carlo V d'Asburgo che lo nominò Viceré di Sicilia dal 1535 al 1546 e Governatore di Milano dal 1546 al 1554; dal 1539 fu sovrano della Contea di Guastalla.

## Biografia
Ferrante era il terzo dei figli di Francesco II Gonzaga -quarto marchese di Mantova e fratello del primo duca Federico II- e di Isabella d'Este, marchesi di Mantova, che lo destinarono alla carriera delle armi, inviandolo nel 1523 a Madrid, alla corte di Carlo V, dove l'anno successivo giungerà anche il mantovano Baldassarre Castiglione, nominato nunzio apostolico presso l'imperatore. Il Gonzaga era, secondo la descrizione fatta dai suoi contemporanei, «di buona statura e piuttosto grande che picciolo, corpulento, robusto e di natura fortissima. Haveva la barba folta e i capelli crespi [...] e anco per il continuo uso della celata [era] divenuto calvo. Il corpo suo era gagliardo e molto forte, sano e gran sopportatore delle fatiche.»
Molto apprezzato dall'imperatore nel 1526 era uno dei capitani imperiali, impegnato nella guerra contro la Francia e nel 1527 fu, ventenne, tra i comandanti protagonisti del sacco di Roma. Nell'occasione protesse la madre Isabella che si trovava a Roma per trattare la nomina a cardinale del figlio Ercole.
L'anno dopo fu impegnato nella difesa di Napoli, assediata dal maresciallo Lautrec e nella guerra contro i nobili pugliesi filo-francesi, ottenendo per i suoi servigi il ducato di Ariano.

### Matrimonio

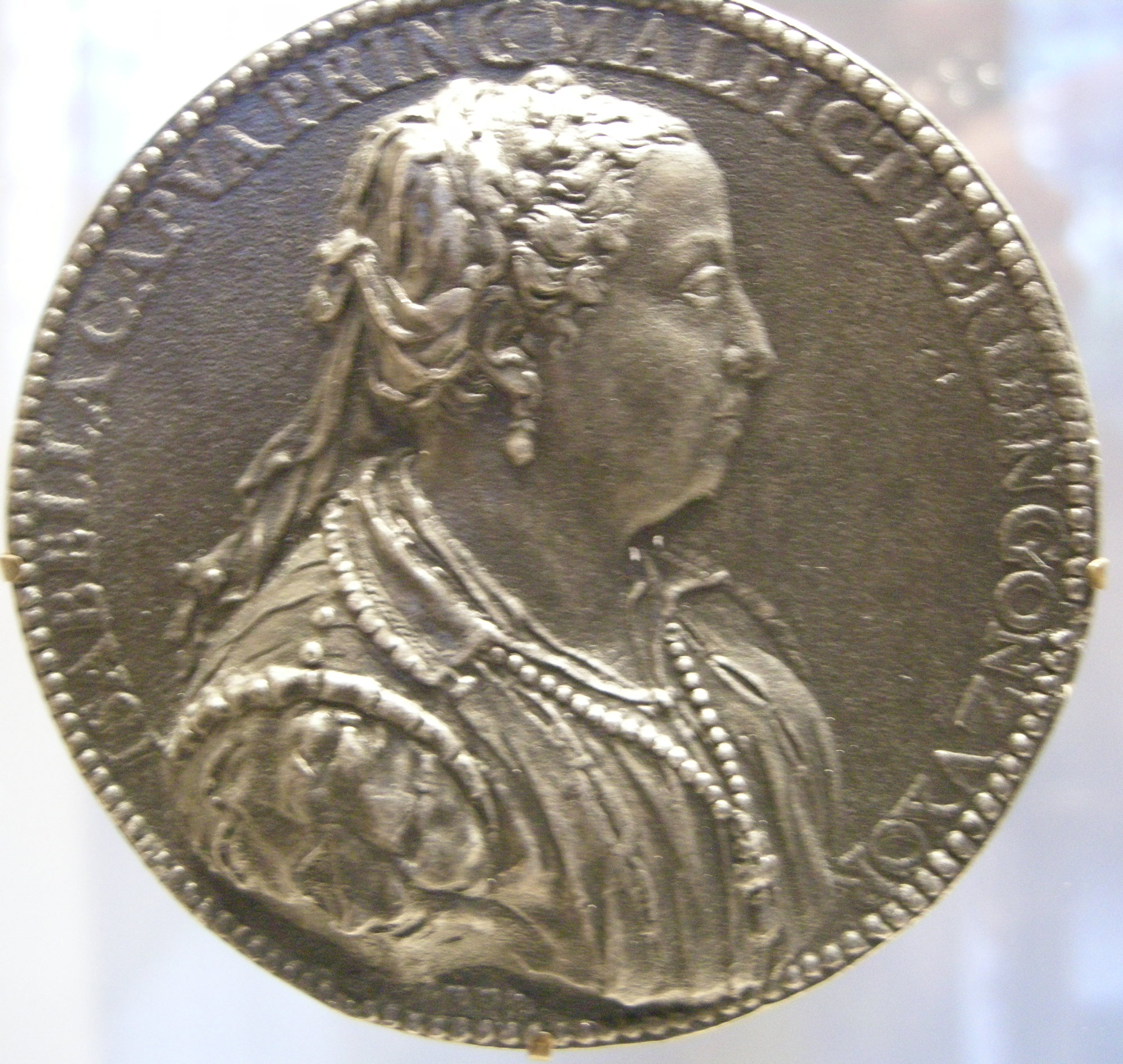
Jacopo da Trezzo, medaglia di Isabella di Capua, 1550 circa.

Ambiva intanto alla dote di Isabella di Capua, figlia del defunto Ferrante di Capua, che gli avrebbe procurato Molfetta, Giovinazzo e la contea di Benevento; Ferrante, avuto il consenso del papa, dell'imperatore e della madre di Isabella Antonicca del Balzo, sposò la principessa di Molfetta a Napoli quello stesso 1529 diventando così per matrimonio uno dei maggiori feudatari del Regno di Napoli.

### Governatore
Nel 1530 comandava l'assedio di Firenze: la caduta della Repubblica fiorentina e il ritorno dei Medici a Firenze gli fece guadagnare la riconoscenza del mediceo papa Clemente VII, che lo nominò governatore di Benevento.
Mentre il fratello Federico veniva nominato da Carlo V comandante generale dell'esercito imperiale in Italia e otteneva il titolo di duca, a Ferrante veniva assegnato nel 1531 l'onorificenza del Toson d'Oro. Nel 1532 era in Austria, per contrastare le minacce turche su Vienna.
Carlo V lo nominò duca di Ariano (con diploma del 30 giugno 1532), poi anche viceré di Sicilia, carica che ricoprì dal 1535 al 1546 (il Forte Gonzaga che domina la città di Messina reca il suo nome), e quindi governatore di Milano dal 1546 al 1554, succedendo nella carica ad Alfonso III d'Avalos.
Durante il governo di Milano Ferrante fu promotore di vaste riorganizzazioni edilizie della città e in particolare ordinò l'erezione dei bastioni che circondarono Milano fino alla fine dell'Ottocento. Diede ordine di demolire l'antico e ricco complesso di Sant'Angelo lungo il naviglio della Martesana e di erigerne uno nuovo presso Porta Nuova, oggi chiesa di Sant'Angelo; fece demolire inoltre la piccola chiesa di Santa Tecla che ara stata eretta a lato del Duomo tra il 1481 e il 1489 in sostituzione della vecchia basilica di Santa Tecla.
Rimase più o meno indirettamente coinvolto nella congiura che provocò la morte di Pier Luigi Farnese a Piacenza per mano di Giovanni Anguissola; in questo modo contribuì ad alimentare il dissidio che sorse tra le dinastie Gonzaga e Farnese e che caratterizzò i successivi decenni.

### Conte di Guastalla

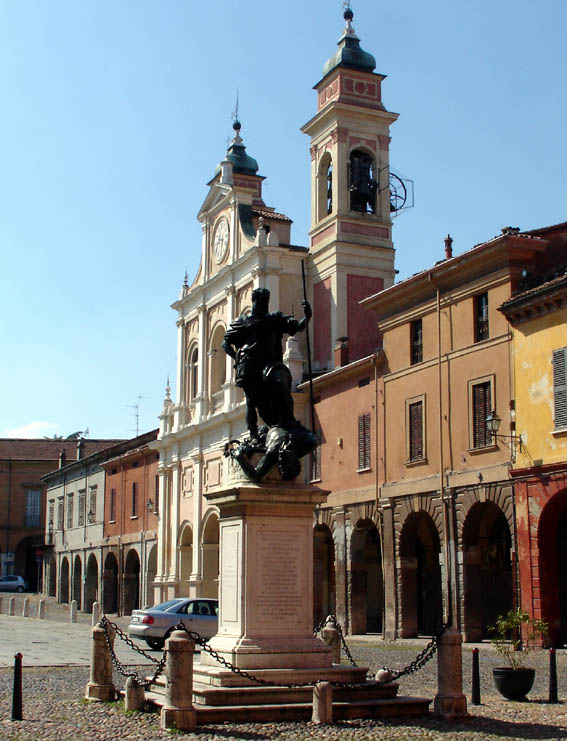
Guastalla, monumento a Ferrante Gonzaga.

Ferrante I fu il capostipite del ramo cadetto dei Gonzaga di Guastalla, città che acquistò per 22.230 scudi d'oro nel 1539 dalla contessa Ludovica Torelli. Rispetto agli altri feudi acquisiti per merito o per matrimonio nel Mezzogiorno, la Contea di Guastalla godeva di ampie autonomie giurisdizionali nell'ambito del Sacro Romano Impero; perciò grazie a questa acquisizione Ferrante divenne anche il capo di un piccolo stato praticamente indipendente, nei pressi di Mantova, dando appunto vita ad una dinastia autonoma di governanti.

### Morte
Morì nel 1557 a Bruxelles in seguito a una «strana, varia malatia» che colpì il Gonzaga dopo la Battaglia di San Quintino. Giunta a Mantova la notizia della morte, furono tenute in Duomo esequie ricchissime a cui parteciparono tutti i cavalieri e notabili della città; l'orazione funebre fu letta da Giulio Gabrielli di Gubbio.

Le spoglie, che erano prima state sepolte nel luogo di morte, furono poi trasportate a Mantova e riposte in una cassa di piombo e legno posta in luogo alto a sinistra dell'altare maggiore nel Duomo della città; oggi si trovano nella sacrestia della cappella del Santissimo Sacramento della medesima chiesa. 
Nel 2007 per motivi di studio fu effettuata una ricognizione delle spoglie.

## Discendenza
Ferrante e Isabella di Capua ebbero undici figli:
- Anna (1531), morì giovane;
- Ippolita (Palermo, 17 giugno 1535 - Napoli, 1563), sposò nel 1549 Fabrizio Colonna, principe ereditario di Paliano, e, rimasta vedova nel 1551, nel 1554 il duca di Mondragone Antonio Carafa;
- Cesare (6 settembre 1536 - Roma, 17 febbraio 1575), conte di Guastalla, sposò Camilla Borromeo, sorella di san Carlo Borromeo;
- Francesco (Palermo, 12 giugno 1538 - Roma, 6 gennaio 1566), cardinale, arcivescovo di Cosenza dal 1562 e vescovo di Mantova dal 1565;
- Andrea Gonzaga (Palermo, 9 settembre 1539 - Mantova 1586), dal 1560 I marchese di Specchia e Alessano;
- Gian Vincenzo (Palermo, 8 settembre 1540 - Roma, 23 dicembre 1591), cardinale;
- Ercole (?-1549 circa), promesso a Diana Folch de Cardona;
- Ottavio (10 maggio 1543 - Milano 1583), sposò Isabella da Correggio e poi Cecilia Medici;
- Filippo, morì infante;
- Geronima, morì infante;
- Maria, morì infante.

Ferrante ebbe anche due figlie naturali: Livia e Antonia.

## Ascendenza
|                       |                    |                                  | Genitori                            |  |  | Nonni |  |  | Bisnonni            |  |  | Trisnonni             |  |
|                       |                    |                                  |                                     |  |  |       |  |  | Ludovico II Gonzaga |  |  | Gianfrancesco Gonzaga |  |
|                       |                    |                                  |                                     |  |  |       |  |  | Ludovico II Gonzaga |  |  | Gianfrancesco Gonzaga |  |
|                       |                    | Paola Malatesta                  |                                     |  |  |       |  |  | Ludovico II Gonzaga |  |  |                       |  |
| Federico I Gonzaga    |                    |                                  |                                     |  |  |       |  |  | Ludovico II Gonzaga |  |  |                       |  |
|                       |                    | Barbara di Brandeburgo           | Giovanni l'Alchimista               |  |  |       |  |  |                     |  |  |                       |  |
|                       |                    | Barbara di Brandeburgo           | Giovanni l'Alchimista               |  |  |       |  |  |                     |  |  |                       |  |
|                       |                    | Barbara di Brandeburgo           | Barbara di Sassonia-Wittenberg      |  |  |       |  |  |                     |  |  |                       |  |
| Francesco II Gonzaga  |                    | Barbara di Brandeburgo           |                                     |  |  |       |  |  |                     |  |  |                       |  |
|                       |                    | Alberto III di Baviera           | Ernesto di Baviera-Monaco           |  |  |       |  |  |                     |  |  |                       |  |
|                       |                    | Alberto III di Baviera           | Ernesto di Baviera-Monaco           |  |  |       |  |  |                     |  |  |                       |  |
|                       |                    | Alberto III di Baviera           | Elisabetta Visconti                 |  |  |       |  |  |                     |  |  |                       |  |
| Margherita di Baviera |                    | Alberto III di Baviera           |                                     |  |  |       |  |  |                     |  |  |                       |  |
|                       |                    | Anna di Braunschweig-Grubenhagen | Erich I di Braunschweig-Grubenhagen |  |  |       |  |  |                     |  |  |                       |  |
|                       |                    | Anna di Braunschweig-Grubenhagen | Erich I di Braunschweig-Grubenhagen |  |  |       |  |  |                     |  |  |                       |  |
|                       |                    | Anna di Braunschweig-Grubenhagen | Elisabetta di Brunswick-Göttingen   |  |  |       |  |  |                     |  |  |                       |  |
| Ferrante I Gonzaga    |                    | Anna di Braunschweig-Grubenhagen |                                     |  |  |       |  |  |                     |  |  |                       |  |
|                       | Niccolò III d'Este | Alberto V d'Este                 |                                     |  |  |       |  |  |                     |  |  |                       |  |
|                       | Niccolò III d'Este | Alberto V d'Este                 |                                     |  |  |       |  |  |                     |  |  |                       |  |
|                       | Niccolò III d'Este | Isotta Albaresani                |                                     |  |  |       |  |  |                     |  |  |                       |  |
| Ercole I d'Este       | Niccolò III d'Este |                                  |                                     |  |  |       |  |  |                     |  |  |                       |  |
|                       |                    | Ricciarda di Saluzzo             | Tommaso III di Saluzzo              |  |  |       |  |  |                     |  |  |                       |  |
|                       |                    | Ricciarda di Saluzzo             | Tommaso III di Saluzzo              |  |  |       |  |  |                     |  |  |                       |  |
|                       |                    | Ricciarda di Saluzzo             | Marguerite de Pierrepont            |  |  |       |  |  |                     |  |  |                       |  |
| Isabella d'Este       |                    | Ricciarda di Saluzzo             |                                     |  |  |       |  |  |                     |  |  |                       |  |
|                       |                    | Ferdinando I di Napoli           | Alfonso V d'Aragona                 |  |  |       |  |  |                     |  |  |                       |  |
|                       |                    | Ferdinando I di Napoli           | Alfonso V d'Aragona                 |  |  |       |  |  |                     |  |  |                       |  |
|                       |                    | Ferdinando I di Napoli           | Gueraldona Carlino                  |  |  |       |  |  |                     |  |  |                       |  |
| Eleonora d'Aragona    |                    | Ferdinando I di Napoli           |                                     |  |  |       |  |  |                     |  |  |                       |  |
|                       |                    | Isabella di Chiaromonte          | Tristano di Chiaromonte             |  |  |       |  |  |                     |  |  |                       |  |
|                       |                    | Isabella di Chiaromonte          | Tristano di Chiaromonte             |  |  |       |  |  |                     |  |  |                       |  |
|                       |                    | Isabella di Chiaromonte          | Caterina di Taranto                 |  |  |       |  |  |                     |  |  |                       |  |
|                       |                    | Isabella di Chiaromonte          |                                     |  |  |       |  |  |                     |  |  |                       |  |